# Iria: Zeiram the Animation
Ｉ・Я・Ｉ・Ａ　ZЁIЯAM THE ANIMATION (jap. イ・リ・ア　ゼイラム　ジ　アニメーション I-ri-a Zeiramu ji animēshon) – anime z pogranicza fantasy i science-fiction w reżyserii Tetsuro Amino. Film ten powstał na podstawie filmu fabularnego pt. Zeiram.

## Fabuła
Anime opowiada o młodej dziewczynie oraz jej bracie który zarabia na życie jako łowca nagród. W czasie jednej z akcji oboje natknęli się na niezwykłą istotę o nazwie Zeiram. Jak się okazuje, jest on tajną bronią korporacji, do której należał frachtowiec. Zeiram okazuje się niezniszczalnym wojownikiem, który bezpardonowo atakuje wszystko i wszystkich.